# Plan d'eau de Poule
Le plan d'eau de Poule est un lac situé à Poule-les-Écharmeaux, dans le Rhône.